# Holasice (Lažánky)
Holasice (deutsch Holasitz, früher Hollasitz) ist ein Ortsteil der Gemeinde Lažánky in Tschechien. Sie liegt 13 Kilometer östlich von Velká Bíteš und gehört zum Okres Brno-venkov.

## Geographie
Holasice befindet sich am linken Ufer des Baches Holasický potok in der Bobravská vrchovina. Das Dorf liegt nördlich des Naturparks Údolí Bílého potoka. Gegen Osten befindet sich das tief eingeschnittene Tal der Svratka.
Nachbarorte sind Vohančice, Heroltice und Šárka im Norden, Kopaniny und Sentice im Nordosten, Chudčice im Osten, Veverská Bítýška im Südosten, Prachovna, Hvozdec und Veverské Knínice im Süden, Javůrek und Lažánský Mlýn im Südwesten, Lažánky im Westen sowie Braníškov, Deblín und Pejškov im Nordwesten.

## Geschichte
Die erste schriftliche Erwähnung von Holasice erfolgte im Jahre 1350, als nach dem Tode Johanns von Deblyn und Lomnitz seine Tochter Margarethe und deren Ehemann Čeňek von Kunstadt die Herrschaft Deblín erbten. 1415 verkaufte Johann von Lomnitz die Burg Deblyn samt den zugehörigen Dörfern, darunter Holasice, an den Ritter Archléb von Veteřov. Nachfolgende Besitzer waren die Herren von Boskowitz, die die Herrschaft Deblyn 1466 an die königliche Stadt Brünn verkauften.
Im Hufenregister von 1674 sind für Holasice zwei Anwesen aufgeführt. 1749 bestand das Dorf weiterhin aus zwei Wirtschaften. Zu dieser Zeit wurde auch in Holasice das Ortssiegel von Lažánek verwendet. Nach dem Umbau und der Erweiterung der Kirche wurde 1786 in Lažánky eine Lokalie eingerichtet, zu der auch Holasice gehörte. Im selben Jahre wurde in Lažánky der Schulunterricht aufgenommen, den auch die Kinder aus Holasice und Maršov besuchten. Im Josephinischen Kataster von 1787 sind für Hollasitz 7 Hausnummern verzeichnet. 1839 bestand Holasice aus sechs Häusern und hatte 45 Einwohner. Bis zur Mitte des 19. Jahrhunderts gehörte Holasice immer zu Brünn.
Nach der Aufhebung der Patrimonialherrschaften bildete Holasice ab 1850 einen Ortsteil der Gemeinde Lažanky in der Bezirkshauptmannschaft Brünn und dem Gerichtsbezirk Tischnowitz. Westlich des Dorfes entstand die Kolonie Kosová, in der zwölf kleine Kalköfen betrieben wurden. Ab 1896 gehörte Holasice zur neuerrichteten Bezirkshauptmannschaft Tischnowitz. Im Jahre 1900 war das Dorf auf zehn Häuser angewachsen und hatte 73 Einwohner. Zwischen der Kaolingrube bei Lažánky und dem Bahnhof Veverská Bítýška entstand 1911 eine Seilbahn, die das Kaolin zur Bahnstrecke Kuřim–Veverská Bítýška transportierte. Sie führte südlich an Holasice vorbei. Im Jahre 1921 standen in Holasice elf Häuser, in denen 78 Menschen lebten. Die Kalkbrennerkolonie Kosová wurde um 1950 aufgelöst und abgebrochen. 1957 standen in Holasice 19 Wohnhäuser, in denen 60 Personen lebten. Im Jahre 1961 wurde Holasice dem Okres Brno-venkov zugeordnet. 1991 hatte das Dorf 23 Einwohner. Bei der Volkszählung von 2001 lebten in den 13 Häusern von Holasice 31 Personen. Derzeit besteht der Ort aus 18 Wohnhäusern und hat 25 Einwohner.

## Ortsgliederung
Zu Holasice gehört die Ansiedlung Kopaniny.

## Sehenswürdigkeiten
- Kapelle des hl. Wenzel
- Naturpark Údolí Bílého potoka
- Naturschutzgebiet Slunná, Reste eines urwaldähnlichen Tannen-Buchenwaldes, nordwestlich des Dorfes
- Lažánecko-Heroltický kras, im Untergrund des Dorfes zwischen den Tälern der Svratka und des Bílý potok. In dem Karstgebiet befindet sich ein unzugängliches Höhlensystem, das von drei Bächen durchflossen wird.